# Serres-Sainte-Marie
Serres-Sainte-Marie è un comune francese di 463 abitanti situato nel dipartimento dei Pirenei Atlantici nella regione della Nuova Aquitania.

## Società

### Evoluzione demografica
Abitanti censiti